# Ben Piazza
Pour les articles homonymes, voir Piazza.
Ben Piazza est un acteur américain, né le 30 juillet 1933 à Little Rock, dans l'Arkansas, et mort le 7 septembre 1991 à Sherman Oaks, en Californie (États-Unis).

## Filmographie
- 1959 : A Dangerous Age : David
- 1959 : La Colline des potences (The Hanging Tree) : Rune, Frail's Bond Servant
- 1962 : Huis clos (No Exit) : Camarero
- 1965 : Love of Life (série télévisée) : Jonas Falk
- 1965 : Ben Casey (série télévisée) : Dr. Mike Rogers
- 1970 : Dis-moi que tu m'aimes, Junie Moon (Tell Me That You Love Me, Junie Moon) : Jesse
- 1972 : Un homme est mort de Jacques Deray : Desk clerk
- 1973 : The Candy Snatchers : Avery
- 1974 : Judgement: The Court Martial of the Tiger of Malaya - General Yamashita (TV)
- 1974 : Fer-de-Lance (TV) : Lieutenant Whitehead
- 1975 : Judgment: The Court Martial of Lieutenant William Calley (TV)
- 1975 : Fear on Trial (TV) : Harry
- 1976 : La Chouette Équipe (The Bad News Bears) : Councilman Whitewood
- 1976 : Once an Eagle (feuilleton TV) : Capt. Jerome
- 1977 : Forever Fernwood (série télévisée) : Bob Truss
- 1977 : Kill Me If You Can (TV) : Bill Edmunds
- 1977 : Jamais je ne t'ai promis un jardin de roses (I Never Promised You a Rose Garden) : Jay Blake
- 1978 : Suspect d'office (When Every Day Was the Fourth of July) (TV) : Herman Grasser
- 1978 : The Waverly Wonders (série télévisée) : George Benton
- 1978 : The Critical List (TV) : Dr. Henry de Jong
- 1979 : Morsures (Nightwing) d'Arthur Hiller : Roger Piggott
- 1980 : Battles: The Murder That Wouldn't Die (TV) : Dr. John Spencer
- 1980 : Les Blues Brothers (The Blues Brothers) : Father
- 1980 : The Children of An Lac (TV) : Dr. Wayne Bensman
- 1980 : L'Affaire Brockhurst (The Last Song) (TV) : Ken Pentoff
- 1981 : Blind Tom: The Story of Thomas Bethune
- 1981 : A Matter of Life and Death (TV) : Dr. Laurie
- 1981 : En plein cauchemar (The Five of Me) (TV) : Neurologist
- 1982 : The Wall (TV) : Janta
- 1982 : Waltz Across Texas : Bill Wrather
- 1983 : Dallas (série télévisée) : Walt Driscoll
- 1983 : Le Souffle de la guerre (The Winds of War) (feuilleton TV) : Aloysius Whitman
- 1983 : Grace Kelly (TV)
- 1983 : The Winter of Our Discontent (TV) : Louis Brock
- 1985 : Consenting Adult (TV) : Dr. Mark Waldo
- 1985 : Mask : Mr. Simms
- 1986 : Santa Barbara (série télévisée) : Dr. Rawlings
- 1987 : Billionaire Boys Club (TV) : Mr. Cody
- 1988 : Retour à la vie (Clean and Sober) : Kramer
- 1989 : Générations (Generations) (série télévisée) : Judge
- 1990 : Rocky 5 : Doctor
- 1991 : La Liste noire (Guilty by Suspicion) : Darryl Zanuck
- 1991 : Pour que l'on n'oublie jamais (en) (Never Forget) (TV) : Speaker